# Aanslagen in Kizljar op 31 maart 2010
De terroristische aanslagen in Kizljar waren twee zelfmoordaanslagen die in de ochtend van woensdag 31 maart 2010 plaatsvonden in een straat van Kizljar, Dagestan. De eerste ontploffing was een autobom. De bom kwam tot ontploffing in de straat waar het Ministerie van Binnenlandse Zaken is gevestigd. Hierbij kwamen twee politieagenten om het leven.
20 minuten later ontplofte in dezelfde straat nog een bom. Volgens de plaatselijke autoriteiten werd deze aanslag gepleegd door een als politieagent verklede man. Hierbij werden vijf politieagenten, waaronder een politiecommandant en een rechercheur, gedood.